# Stória, stória...
Stória, stória...  es el segundo disco de la artista caboverdiana Mayra Andrade, editado por Sony y lanzado en 2009.

## Lista de canciones
1. "Stória, stória…"
2. "Tchápu na bandera"
3. "Seu"
4. "Juána"
5. "Konsiénsa"
6. "Odjus fitchádu"
7. "Nha Damáxa"
8. "Mon carrousel"
9. "Badiu si…"
10. "Morena, menina linda"
11. "Palavra"
12. "Turbulénsa"
13. "Lembránsa"

## Recepción
Ganó el Premio de la crítica discográfica alemana en la categoría de Música Mundial.